# Friedrich Cloos
Friedrich Sigmund Cloos, supranumit Fritz Cloos, (n. 1 mai 1909, Brașov, comitatul Brașov, Austro-Ungaria; d. 3 mai 2004, Waakirchen, Germania) a fost șeful organizației naziste a Muncitorilor Germani din România (în germană Deutschen Arbeiterorganisation Rumäniens) până la sfârșitul celui de-al Doilea Război Mondial și agent extern al Securității în Germania de Vest din 1961 până în 1987.

## Biografie

### În mișcarea de reînnoire a perioadei interbelice
Născut ca fiu de muncitor  Friedrich Cloos a aparținut de la bun început aripii naziste radicale a mișcării național-socialiste de reînnoire a germanilor din România. După înființarea Mișcării Național-Socialiste de Autoajutorare a Germanilor din România (în germană: Nationalsozialistischen Selbsthilfebewegung der Deutschen in Rumänien - NSDR) în 1932 de către Fritz Fabritius după terminarea pregătirii, Cloos a fost numit lider de echipă al organizației muncitorești (Selbsthilfe Arbeitsmannschaft - SA), la 3 februarie 1933. Lagărul de muncă de la Cincu (Groß-Schenk) deținut de SA în octombrie 1933 se afla sub conducerea lui Cloos. În 1934, Cloos a fost numit lider regional al organizației de tineret. Împreună cu pastorul Arnold Roth, el s-a mutat din Brașov începând cu iulie 1934, împreună cu Grupul Stefan-Ludwig-Roth, în comunitățile săsești din Transilvania, unde a ținut studii biblice, slujbe religioase, serbări, întâlniri pentru tineret și cântări, în afara obișnuitelor practici bisericești și cu o propagandă învăluită în ideea nazistă, intrând astfel în conflict cu Biserica Evanghelică de Confesiune Augustană din România.
Viktor Glondys, episcopul bisericii, a scris pe 11 martie 1934 în jurnalul său că „la Rodbav [...] Stefan-Ludwig-Rothschar [a lucrat] sub conducerea lui Cloos pentru intrarea în Mișcarea de Reînnoire Națională a Germanilor din România”. La 13 iulie 1934 a adăugat: „Liderul regional al organizației de tineret Fritz Cloos este în discuții cu episcopul Glondys cu privire la relația dintre tineretul bisericesc organizat în frății și fraternități și tineretul organizat pe bază nazistă în „liga generală a tineretului”. Pe 23 august 1934 a consemnat că „Într-un număr special al Asociației pentru Îngrijirea Religioasă a Tineretului (Fritz Cloos, Brașov) [...] a apărut un atac împotriva episcopului Glondys.” Intrarea lui din 10 decembrie 1934 spunea că „la Lovnic jandarmeria a intrat în biserică pentru a destrăma o sărbătoare de Advent a lui Stefan-Ludwig-Rothschar, invocând un ordin al prefectului. Prefectul a aflat că 20 de hitleriști din Brașov doreau să țină o întâlnire în scopul propagandei hitleriste și a dat ordin de împiedicare a întâlnirii. Din raport reiese că Fritz Cloos (Brașov) a ținut un discurs naționalist (völkisch) în biserică, iar Polony a vorbit acolo. Patru ani mai târziu, Glondys a recunoscut pe 27 Decembrie 1938 că „[Fritz Cloos] […] [se pusese] într-o poziție care făcea imposibil să-i încredințăm lucrarea de tineret, inclusiv tineretul nostru evanghelic.
După ce național-socialiștii radicali s-au desprins de Mișcarea de Reînnoire Națională (în germană: Nationalen Erneuerungsbewegung - NEDR) a lui Fritz Fabritius și de la înființarea Partidului Popular German din România (în germană: Deutschen Volkspartei Rumäniens - DVR), care era condus de Alfred Bonfert, s-a numărat printre cei mai apropiați colaboratori ai liderului radical în calitate de noul "șef al tineretului național" al Biroului de Tineret al DVR în anul 1935. Cloos a întreprins în repetate rânduri călătorii la Berlin pentru a se întâlni cu comandanții săi din SS de la Volksdeutsche Mittelstelle (VoMi). În toamna anului 1938, Cloos a primit sarcina din partea cercului intern controlat de SS, condus de viitorul „conducător al grupurilor etnice (Volksgruppenführer⁠(d))” Andreas Schmidt, de a informa autoritățile relevante ale Reich-ului despre evoluțiile germanilor din România.  Din cauza comportamentului lor radical nazist, Alfred Bonfert și Waldemar Gust au fost retrași, iar Friedrich Cloos a fost transferat în 1939 la Berlin pentru a fi utilizat în continuare în alte funcții. În sediul Frontului German al Muncii (în germană: Deutschen Arbeitsfront - DAF) a fost instruit pentru o viitoare misiune în „conducerea grupului național”.

### În conducerea grupurilor etnice și în cel de-al Doilea Război Mondial
După ce Andreas Schmidt a fost numit lider al grupurilor etnice, toate instituțiile germane din România au fost aliniate în septembrie 1940. Odată cu înființarea NSDAP al Grupului Național German în România (Deutschen Volksgruppe in Rumänien - NSDAP der DViR) la 9 noiembrie 1940, Cloos a devenit mâna dreaptă a lui Schmidt și și-a asumat funcții politice și organizaționale importante în cadrul „conducerii grupului național”. În acel an, el a început să construiască Organizația Muncitorilor Germani din România (Deutschen Arbeiterorganisation Rumäniens - DAR), în cadrul căreia programul cultural "Kraft durch Freude" (Forța prin bucurie) urma să servească ca stimulent pentru clasa muncitoare. Din 1941 a jucat un rol central în zona industrială a Munților Banatului ca reprezentant al economiei germane. În special printre muncitorii din Reșița cu orientare social-democrată și comunistă, a apărut o rezistență împotriva procesului de uniformizare (Gleichschaltung). În martie 1941, Cloos a fost trimis ca reprezentant special la nou-creata ”Regiune a Munților” (în germană: Gau Bergland), cu scopul de a elimina influența existentă a stângii. În mai 1941, DAR avea 20.000 de membri, iar anul următor erau deja 61.000. Creșterea numărului de membri s-a produs sub presiune; cei care refuzau să adere se confruntau cu represalii, inclusiv din partea poliției secrete române, Siguranța. În 1942, "Biroul Juridic" al "Grupului Etnic" a înființat un "Tribunal Național" (Völkischer Gerichtshof); Cloos, în calitate de lider al DAR, putea nominaliza muncitori considerați "neprofesioniști" pentru serviciul militar. În timpul unei vizite, un diplomat german a observat că copiii muncitorilor germani erau subnutriți și a solicitat o acțiune de ajutorare. În 1942 numărul muncitorilor organizați în cadrul DAR, angajați la fabricile Hermann-Göring, Organizația Todt și alte întreprinderi importante pentru război din Reșița, a scăzut la 54.000 de persoane.
În vara anului 1941 și toamna anului 1943, Cloos a îndeplinit serviciu pe front ca reporter de război în Transnistria. El și-a publicat rapoartele de pe front care glorificau războiul în organul de partid Südostdeutsche Tageszeitung, publicația oficială a Grupului Etnic German din România. Din 1941, el a ocupat funcția de adjunct al șefului Departamentului de Presă al "Grupului Etnic", ocupând locul secund în ierarhia de propagandă, după șeful Walter May. În cadrul unei adunări a DAR din Reșița în aprilie 1944, Cloos a ținut un discurs belicos și plin de propagandă odioasă împotriva evreilor.

### În clandestinitate și în captivitate
Pe data de 16 august 1944, Cloos, în calitate de șef al biroului din Reșița, a raportat "tendințe suspecte" referitoare la o invazie a Armatei Roșii în Regatul României ambasadorului german Manfred von Killinger. Odată cu începerea Operațiunii Iași-Chișinău, Cloos a cerut muncitorilor să extindă producția de război cu ore de lucru mai lungi. După lovitura de stat regală din România din 23 august 1944, Cloos a intrat în clandestinitate și a participat în calitate de agent al Sicherheitsdienst (SD) la operațiuni de rezistență cu oficiali ai fostei „Volksgruppe” care au rămas în Transilvania și membri ai mișcării legionare ca parte a Operațiunii Regulus, inclusiv mai multe grupuri de parașutiști care au aterizat în spatele liniilor frontului din România, la sfârșitul anului 1944 și începutul lui 1945, pentru a comite acte de teroare și sabotaj. Pe lângă aceasta, grupurile mixte de agenți format din legionari și membri ai "Grupului Etnic" au avut sarcini concrete, cum ar fi:
- contactarea rezistenței antisovietice și a agenților rețelelor de informații germane rămase în România după data de 23 august 1944
- strângerea și transmiterea informațiilor despre Armata Roșie și atmosfera din țară
- pregătirea unei revolte interne împotriva ocupației sovietice.

Cloos a fost în această perioadă locțiitorul lui Andreas Schmidt, care a fost doborât și capturat împreună cu legionarul Constantin Stoicănescu pe 9 februarie 1945, în timpul unui zbor in zona Oradei. În această perioadă, Cloos a preluat conducerea organizatorică a comunității germane din România, care dorea să se alăture acțiunilor de rezistență, și a menținut contactul cu legionarii care operau o centrală de comandă secretă în București. Până în martie 1945, Cloos a locuit în diferite case conspirative și a fost în cele din urmă arestat în București.
După arestarea sa, Cloos a fost interogat în închisoarea secretă Lubianka din Moscova și apoi condamnat la 20 de ani de închisoare în lagărul de muncă sovietic Vorkuta. În 1955, în urma intervenției lui Konrad Adenauer pentru eliberarea ultimilor prizonieri de război germani din Uniunea Sovietică, Cloos s-a întors în România. Inițial, a fost ținut în custodie românească la Gherla pentru aproximativ un an.

### Agent al Securității
Aici poliția secretă română l-a recrutat sub pseudonime precum Ion Lăzărescu, Gheorghe Mihăilescu, Konrad sau Radovan ca angajat. La 1 aprilie 1956 Cloos a semnat o declarație de angajament scrisă de mână, în calitate de colaborator neoficial cu Securitatea și a fost eliberat. După eliberare, el a identificat un „număr mare” de oameni pe care i-a suspectat de „activități contrarevoluționare”. În calitate de fost prizonier într-un lagăr sovietic, a abuzat în mod deliberat de încrederea țintelor sale și a oferit serviciului secret toate detaliile necesare pentru acțiuni operaționale și represive. Pentru activitățile sale, Cloos a primit sume considerabile de bani (în România între 250 și 2000 de lei, iar în Germania, în primii ani, o medie de 800 de mărci pe lună) și „favoruri”, de exemplu când era implicat în afaceri ilegale în care Securitatea a intervenit pentru el.
În activitatea sa a adunat informații despre pastorul evanghelic Konrad Möckel (1892-1965) din Brașov (pe atunci Orașul Stalin), care a fost condamnat în procesul Bisericii Negre din 1958 ca lider al unui grup de suspecți. Și-a îndreptat activitatea de spionaj împotriva lui Andreas Birkner, care a fost acuzat împreună cu alți patru scriitori germani în procesul scriitorilor germani și condamnat la 25 de ani de muncă silnică la Brașov în 1959. Cloos a fost, de asemenea, implicat în strângerea de informații compromițătoare despre Grete Loew, o colegă cu poetul Oskar Pastior, care ulterior a fost forțat să lucreze pentru Securitate. Loew a fost arestat în 1959 și condamnat la șapte ani de închisoare.
Din iulie 1960, Securitatea l-a instruit pe Cloos pentru o activitate de spionaj în străinătate, având trei obiective principale de urmărit:
- spionarea și influențarea compatrioților româno-germani din Republica Federală
- impunerea unui anumit model de interpretare istorică a evenimentelor până la data de 23 august 1944, în concordanță cu interpretarea evenimentelor istorice din perspectiva național-comunistă a ultimei faze a regimului lui Gheorghe Gheorghiu-Dej și a regimului ulterior condus de Nicolae Ceaușescu
- monitorizarea informativă și influențarea activităților legionarilor care trăiesc în exil.

În 1961 s-a mutat în Republica Federală Germania împreună cu soția sa, educatoarea Gerda (născută în 1910 ca Polony) și copiii lor Erika și Friedrich.
Cloos a furnizat Securitatea cu informații despre rolul Organizației Gehlen, respectiv al Bundesnachrichtendienst și al legionarilor români în exil. Între anii 1965 și 1985 a fost consilier pentru asistență și problemele refugiaților în conducerea Asociației Sașilor Transilvăneni din München. A participat activ la politica privind refugiații și la asistența socială în cadrul asociației și s-a implicat în eforturile de agitație ale organizației în vederea accelerării emigrării germanilor din România. În acest sens, el a promovat dezinformarea și a încercat să determine asociația să adopte o poziție cooperantă față de România comunistă. Activitatea sa de agent a continuat până la 8 iulie 1987, timp în care a umplut douăzeci de dosare în cadrul departamentului de spionaj extern al Securității.
Începând cu data de 30 ianuarie 1976, el a fost activ în Consiliul consultativ al Biroului Executiv al Partidului Social Democrat din Germania (Sozialdemokratische Partei Deutschlands - SPD) în probleme legate de refugiați și persoanele strămutate, prin intermediul căruia a putut furniza informațiile dorite poliției secrete române, pentru care a primit sprijin financiar. În această poziție, el a influențat poziția partidului cu privire la politica de emigrare și a avut un rol în discuțiile referitoare la controlul emigrării și sumele de bani pe care Republica Federală Germania trebuia să le plătească pentru răscumpărarea de germani din România, conform indicațiilor primite de la Securitate.

### Grupul de lucru pentru cercetare poporului și a patriei din sud-estul Germaniei
Dosarele Securității arată că Cloos trebuia inițial să „strângă și să-i influențeze pe vechii săi camarazi [...] și să-i folosească drept multiplicatori pentru zvonurile și știrile false redactate de departamentul de dezinformare București” care trăiesc în special în lumea occidentală. Pentru a-și atinge acest scop, Cloos a înființat în 1965, ca organizație de acoperire, împreună cu foști membri ai organelor de conducere ai „conducerii grupului etnic”, Grupul de lucru pentru cercetarea poporului și a patriei din sud-estul Germaniei (în germană: Arbeitsgemeinschaft für südostdeutsche Volks- und Heimatforschung) cu sediul în Bad Tölz, care la conferințele lor, pe lângă întâlnirea socială cu vechii camarazi, promovau o viziune revizionistă a propriei implicări în nazism. Pentru a-și acoperi activitățile de servicii secrete, acești oameni au fost integrati în organizație de către Cloos, ceea ce i-a făcut „mai ușor să acționeze în public”. Mulțumită grupului său de lucru, Cloos a reușit să-și construiască relațiile cu organele executive ale echipelor naționale săsești și șvabe.
Singurul produs editorial extins al comunității a fost cartea lui Cloos (împreună cu cumnatul său Karl M. Reinerth): Despre istoria germanilor în România 1935-1945. Contribuții și rapoarte (în germană: Zur Geschichte der Deutschen in Rumänien 1935–1945. Beiträge und Berichte). Editura Grupului de lucru pentru cercetarea poporului și a patriei din Germania de Sud-Est, Bad Tölz 1988. În carte, autorii au făcut multe afirmații inconsistente și presupuse clarificări despre dezvoltarea istorică a etniei germane în România.

## Recepție
Istoricii Johann Böhm și Klaus Popa sintetizau în 2014: „Cloos a reușit să se amestece în treburile germanilor din România, prin desfășurarea misiunii primită de la poliția secretă română de a influența publicistica istorică și culturală a presei organizației Sașilor din Transilvania. Cloos a trebuit să alterneze constant între ceea ce își dorea și trebuia să facă și ceea ce trebuia să raporteze poliției secrete române, fără să se deconspire. Cu ajutorul presei organizației, Cloos a reușit mereu să discrediteze adversarii care dezvăluiau rolurile neplăcute ale lui și ale camarazilor săi în perioada nazistă, etichetându-i ca trădători, dușmani ai poporului și otrăvitori de izvoare. Cloos avea dificultăți în a se controla, deoarece dorința excesivă de a avea dreptate este o caracteristică definitorie a tipului nazist. Mecanismul acestui tip constă în a fi mereu mai radical decât conservatorul "convențional". În calitate de figură influentă a conducerii organizației Sașilor din Transilvania din München și organul acesteia, Cloos și colegul său Karl M. Reinerth au lansat atacuri publicistice aspre împotriva celor cu opinii diferite, le-au exprimat brusc și i-au demonizat frecvent fără menajamente.”
Scriitorul bănățean șvab Hans Wolfram Hockl este considerat unul dintre cei mai vehementi critici ai grupului de lucru al lui Cloos. În 1975 a luat parte la o ședință a grupului de lucru, după care i-a criticat dur membrii fondatori:  „Volksgruppenführung (VG) din acea vreme și Arbeitsgemeinschaft (AG) condusă de Cloos în prezent, își împletesc acțiunile prin camaraderie și legături familiale, acționând atunci și acum sub aparența oficialității și legalității. În trecut, acest lucru s-a întâmplat în cadrul regimului nazist dictatorial, iar în prezent se întâmplă într-un stat de drept. Atunci ca și acum, cei cu opinii diferite și adversari sunt eliminati, în timp ce vechii camarazi sunt menajați și protejați. Astfel, liderii și cercetătorii, care în unele cazuri sunt identici, se promovează reciproc, împreună cu "ideea" lor, sub o lumină imaculată. Una dintre cele mai grave încălcări ale lor față de propaganda lor totalitară este considerată în continuare ceea ce ei numesc "indisciplină". Disciplina, în sensul lor, adică conformarea la ordinea lor, implică supunerea subiectului, respectarea tuturor comenzilor și recunoașterea lor ca autoritate supremă în toate aspectele. Cei care se opun acestei puteri totalitare sunt considerați puciști, rebeli, care aduc prejudicii comunității, poporului și patriei. Acestea sunt sferele sacre care pot fi administrate doar de ei, cei chemați să fie mereu în autoritate. Cercetarea despre popor și patrie - competența lor ar trebui să fie reflectată chiar în numele AG - poate fi practicată doar de ei, purtătorii de cunoștințe, cum se autointitulează, sub o autoritate dobândită în mod necinstit, astăzi la fel ca în perioada 1940-1944. Putem spune că avem noroc că în 1941, în vârful nazismului, am avut câțiva rebeli; ei onorează comunitatea germană din România.”
Într-un necrolog din 2004 în organul de presă al Landsmannschaft der Siebenbürger Sachsen, Siebenbürger Zeitung Cloos a fost lăudat de scriitorul transilvănean Hans Bergel pentru serviciul său de durată de diseminare a aspectelor istoriei recente și pentru munca sa în reunirea familiilor separate precum și pentru meritele sale în cadrul comunității sașilor. Potrivit jurnalistului William Totok, în text s-a observat o repetare și o ascundere intenționată a trecutului nazist al lui Cloos, în ciuda faptului că acest fapt era cunoscut. Klaus Popa a spus: „Încercarea lui Bergel de a-l prezenta pe Cloos ca un funcționar nazist atipic și membru al asociațiilor este prea forțată pentru a rezista criticii istorice bazate pe fapte. Dimpotrivă, Cloos reprezintă vârful aisbergului nazist al germanilor din România, compus exclusiv din carieriști și demagogi fără rușine și scrupule.”